# یامانوته دونو
یامانوته دونو (به ژاپنی: 山手殿) یا هارو (به ژاپنی: 春)؛ یکی از شخصیت‌های زن در دوره سنگوکو و آزوچی-مومویاما در ژاپن بود. او همسر اصلی سانادا ماسایوکی و مادر سه تن از فرزندان او، سانادا نوبویوکی، سانادا یوکیمورا و موراماتسودونو بود.